# Chiemsee, Oberbayern
Chiemsee, Oberbayern är en kommun i Landkreis Rosenheim i Regierungsbezirk Oberbayern i förbundslandet Bayern i Tyskland. Kommunnen består av öarna Herreninsel med slottet Herrenchiemsee, Fraueninsel med klostret Frauenchiemsee och den obebodda Krautinsel i insjön Chiemsee. 
Kommunen ingår i kommunalförbundet Breitbrunn am Chiemsee tillsammans med kommunerna Breitbrunn am Chiemsee och Gstadt am Chiemsee.